# Svendborger Gedichte
Svendborger Gedichte (« Poèmes de Svendborg ») est un recueil de poèmes du poète et dramaturge allemand Bertolt Brecht, et le dernier recueil de nouveaux poèmes à être publié de son vivant. 

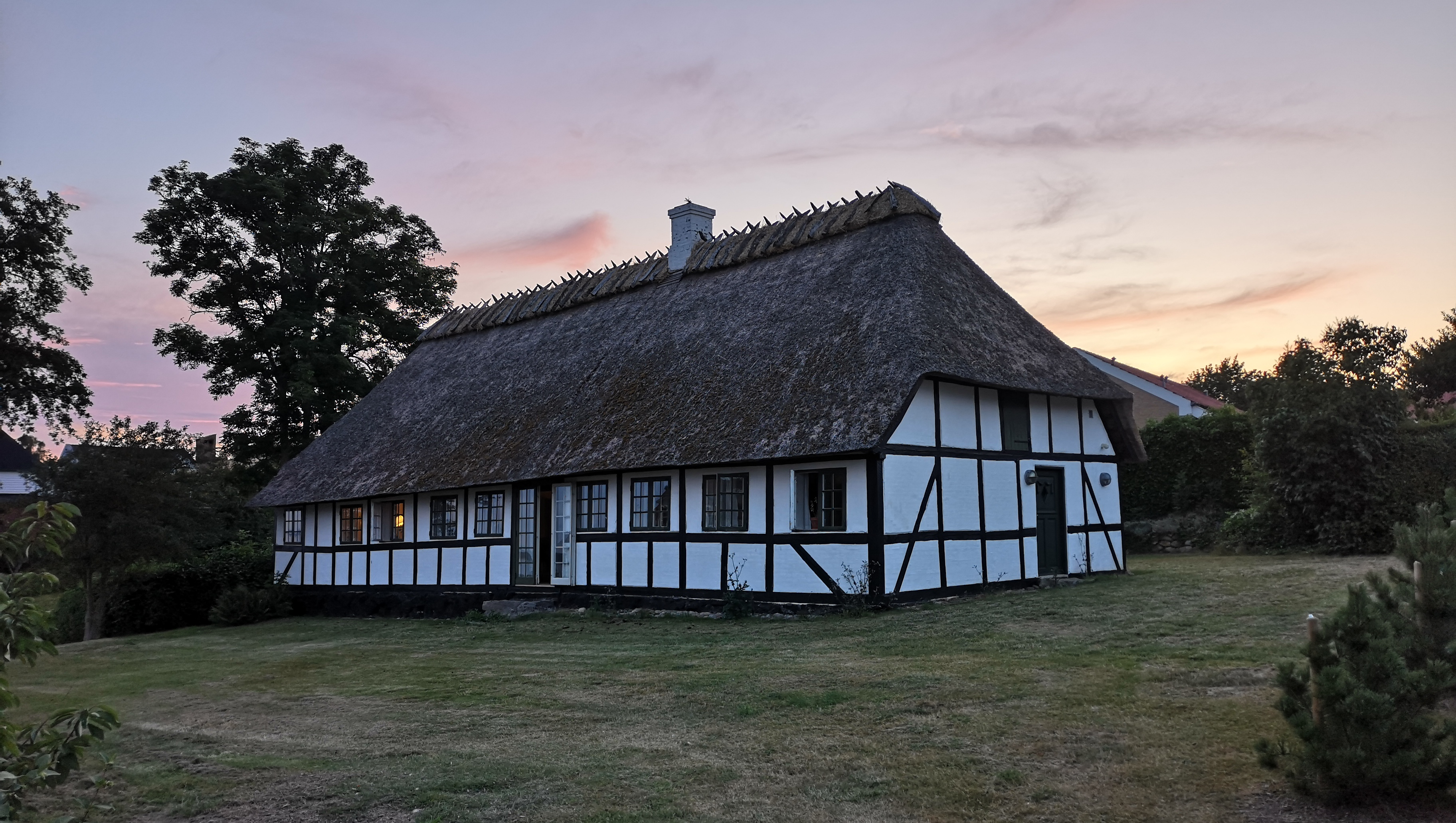
La maison de Brechts, Skovsbostrand 8, Svendborg, Danemark. Brecht a assemblé les de, comme le dit la page de titre, « refugié sous ce toit de chaume danois ».

Le recueil porte le nom de la ville de Svendborg sur l'île danoise de Fionie, où Brecht a vécu pendant son exil de l'Allemagne nazie. Pendant cette période, Hanns Eisler est resté plusieurs fois pour mettre en musique un grand nombre de poèmes en collaboration avec Brecht.